# Štítina
Štítina (německy Stettin, slezsky Ščičina, v minulosti též Štětina) je obec v okrese Opava v Moravskoslezském kraji. Žije zde přibližně 1 300 obyvatel. Obec leží na jednokolejné elektrizované železniční trati Ostrava – Opava se stanicí Štítina.
Ve vzdálenosti dva kilometry severně leží město Kravaře, osm kilometrů západně statutární město Opava, třináct kilometrů východně město Hlučín a sedmnáct kilometrů jižně město Bílovec.

## Název
Jméno Ščetina (nebo Ščetno) původně náleželo vodní tvrzi ležící v bažinatém terénu u ramen řeky Opavy. Tvrz byla vybudována na „štětech“, kůlech zaražených do bahnitého dna a podle nich dostala jméno. Samohláska í v první slabice vznikla buď hláskovým vývojem (zdloužením -e- a změnou é > í) nebo přikloněním jména tvrze ke slovu štít.

## Historie
První písemná zmínka o obci pochází z roku 1282. V obci stával zámek (původně gotická tvrz), který byl v roce 1988 zbořen.

## Obyvatelstvo
| Rok            | 1869 | 1880 | 1890 | 1900 | 1910 | 1921 | 1930  | 1950 | 1961  | 1970  | 1980  | 1991  | 2001  | 2011  | 2021  |
| -------------- | ---- | ---- | ---- | ---- | ---- | ---- | ----- | ---- | ----- | ----- | ----- | ----- | ----- | ----- | ----- |
| Počet obyvatel | 524  | 542  | 586  | 587  | 770  | 721  | 1 079 | 818  | 1 031 | 1 004 | 1 085 | 1 164 | 1 180 | 1 181 | 1 265 |
| Počet domů     | 63   | 91   | 87   | 82   | 103  | 109  | 165   | 164  | 185   | 208   | 237   | 276   | 287   | 307   | 345   |

## Obecní správa
Do roku 1998 byly součástí obce i Nové Sedlice.

### Obecní symboly
Znak a vlajka byly obci uděleny rozhodnutím předsedy Poslanecké sněmovny Parlamentu České republiky dne 3. dubna 1996.

## Pamětihodnosti
- Kaple svaté Maří Magdalény
- Pomník a hrob Ivana Kubince

## Významní rodáci
- Josef Šrámek (1875 – 1937), právník a politik, slezský zemský prezident
- Heliodor Píka (1897 – 1949), představitel zahraničního československého protinacistického odboje a oběť komunistického teroru
- Josef Vašica (1884 – 1969), ř. k. kněz, vysvěcen 1906, ThDr., profesor staroslověnštiny na teolog. fak. v Olomouci a Praze
- Arnošt Lamprecht (1919 – 1985), český jazykovědec, fonetik, dialektolog

## Galerie

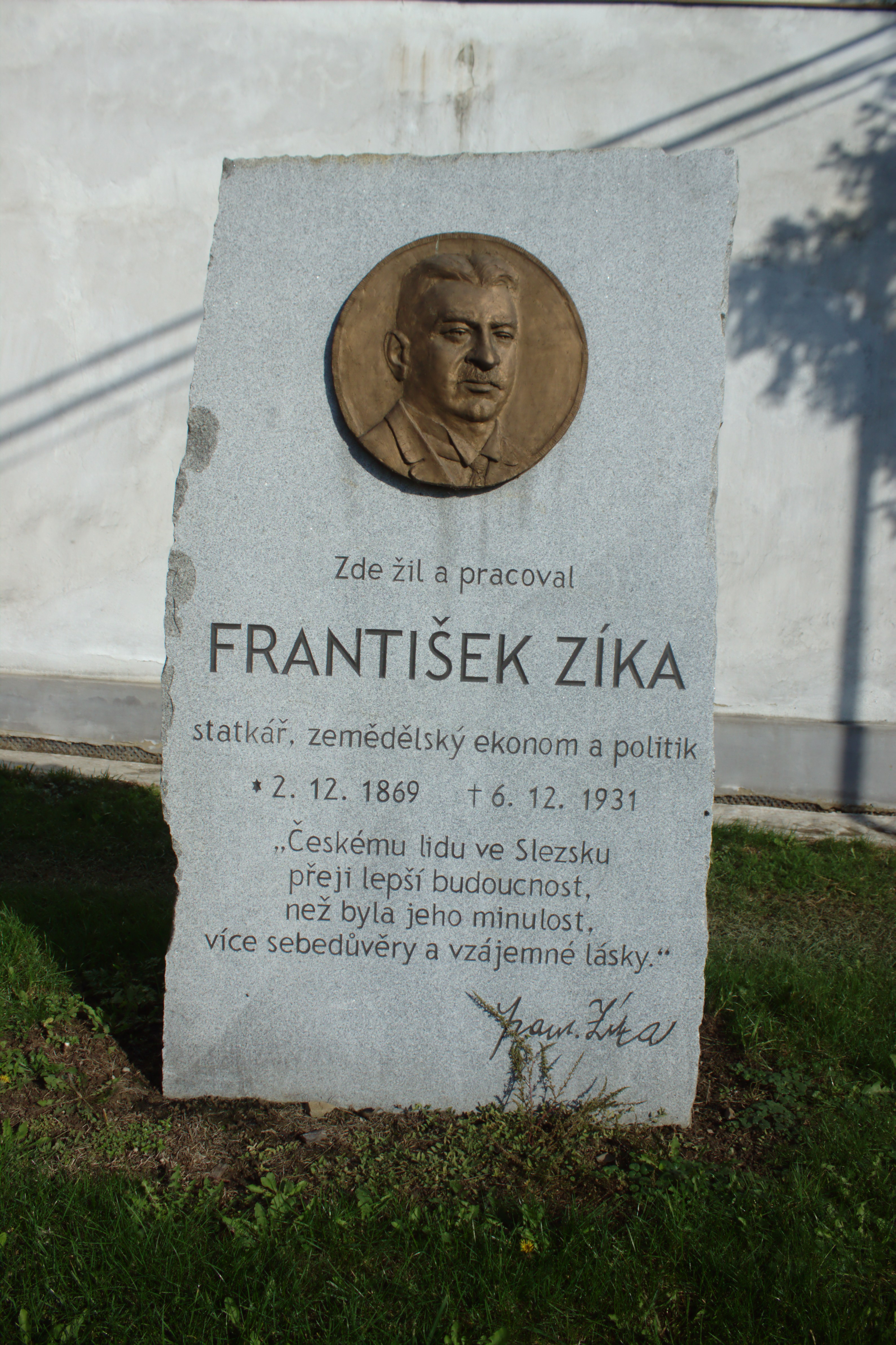
Pamětní deska Františka Zíky
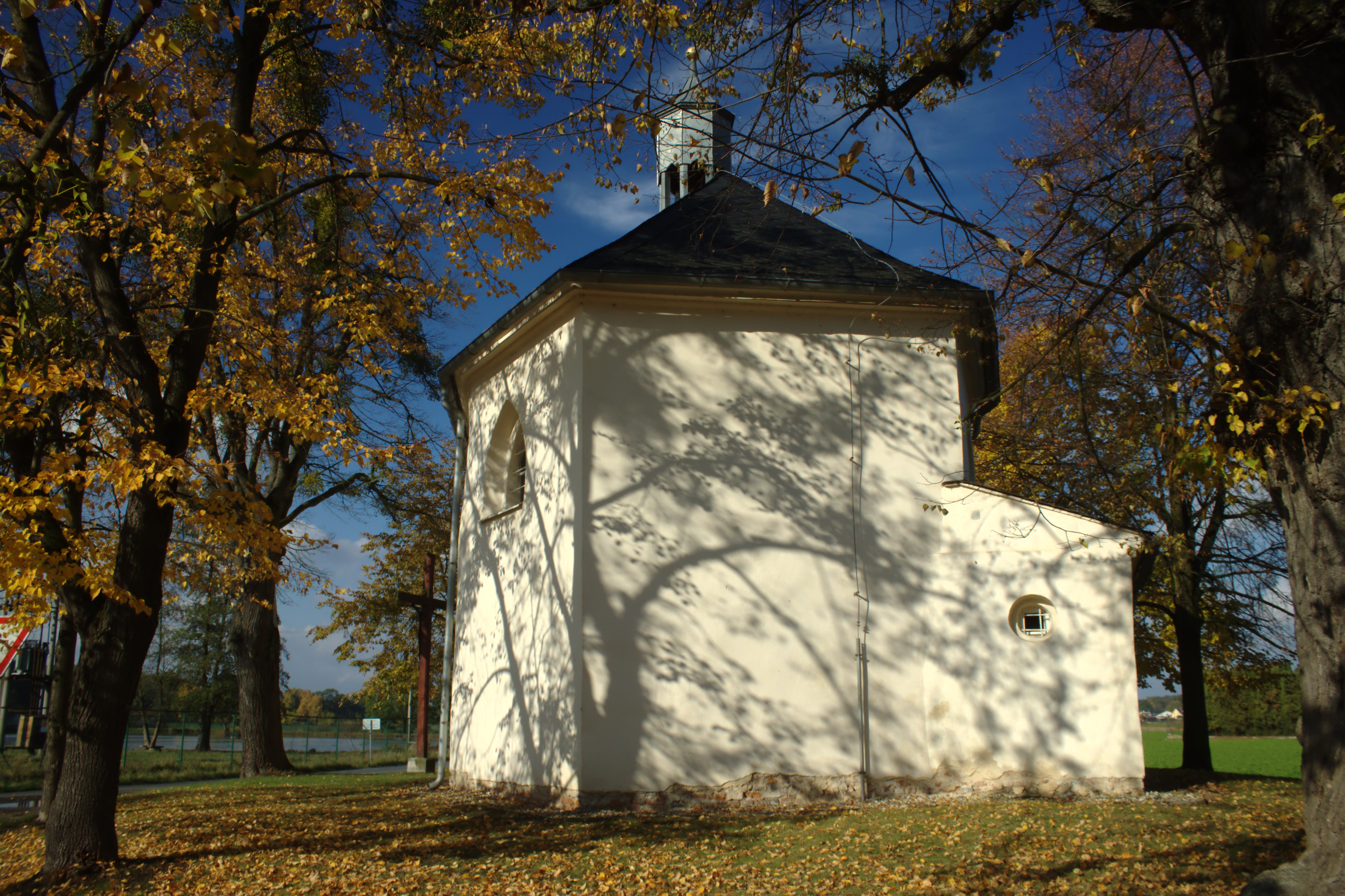
Kaple
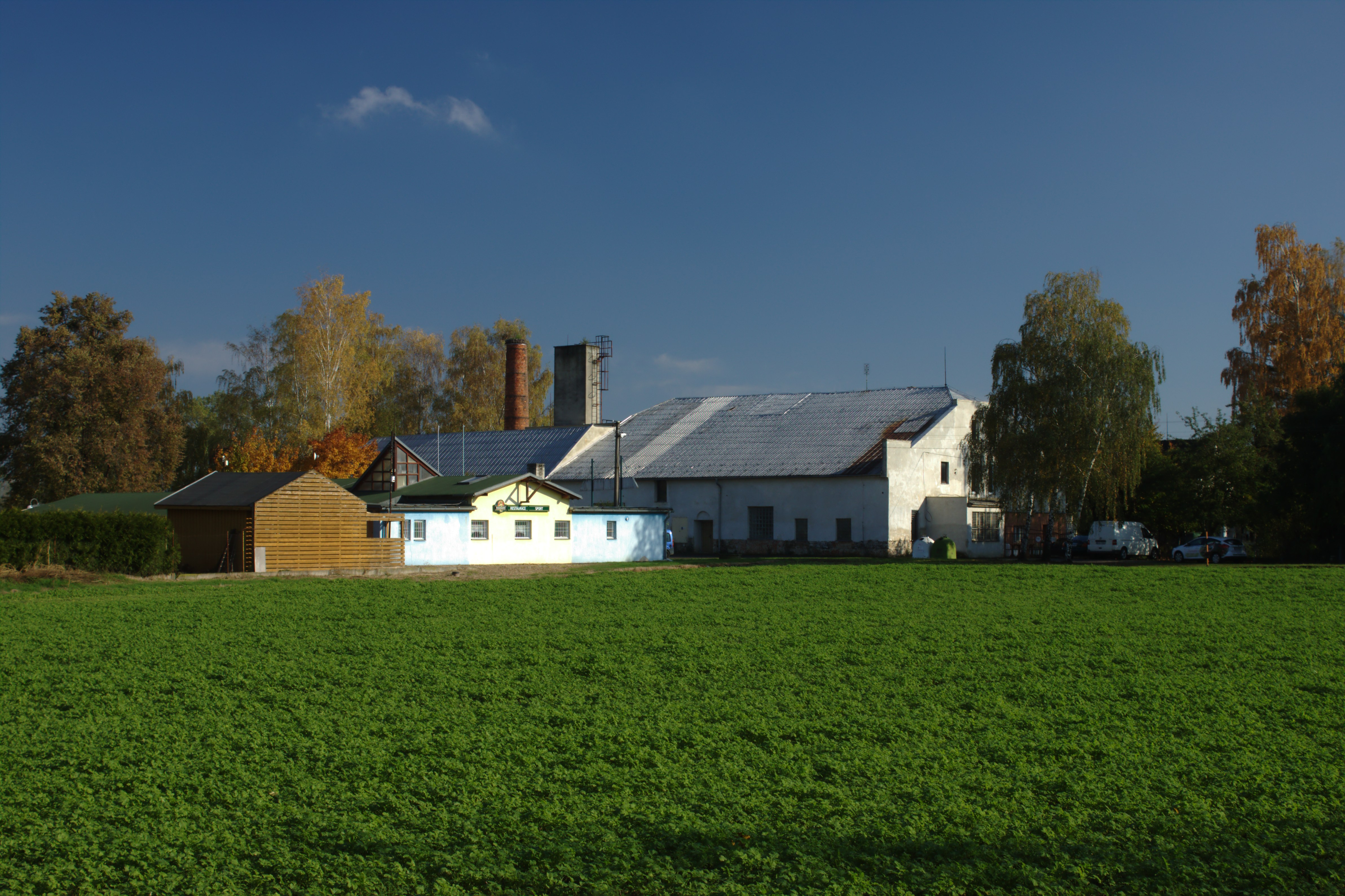
Farma